# خائودس‌وارد
خائودس‌وارد (به هلندی: Goudswaard) یک منطقهٔ مسکونی در هلند است که در کورن‌دیک واقع شده‌است. خائودس‌وارد ۰٫۲۸ کیلومتر مربع مساحت و ۱٬۹۵۶ نفر جمعیت دارد.